# Mons Delisle

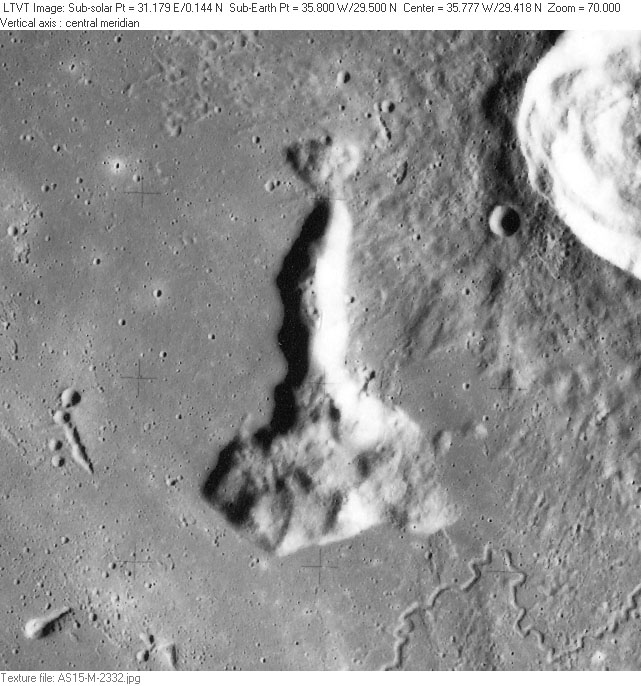
Snímek Mons Delisle pořízený během mise Apollo 15.

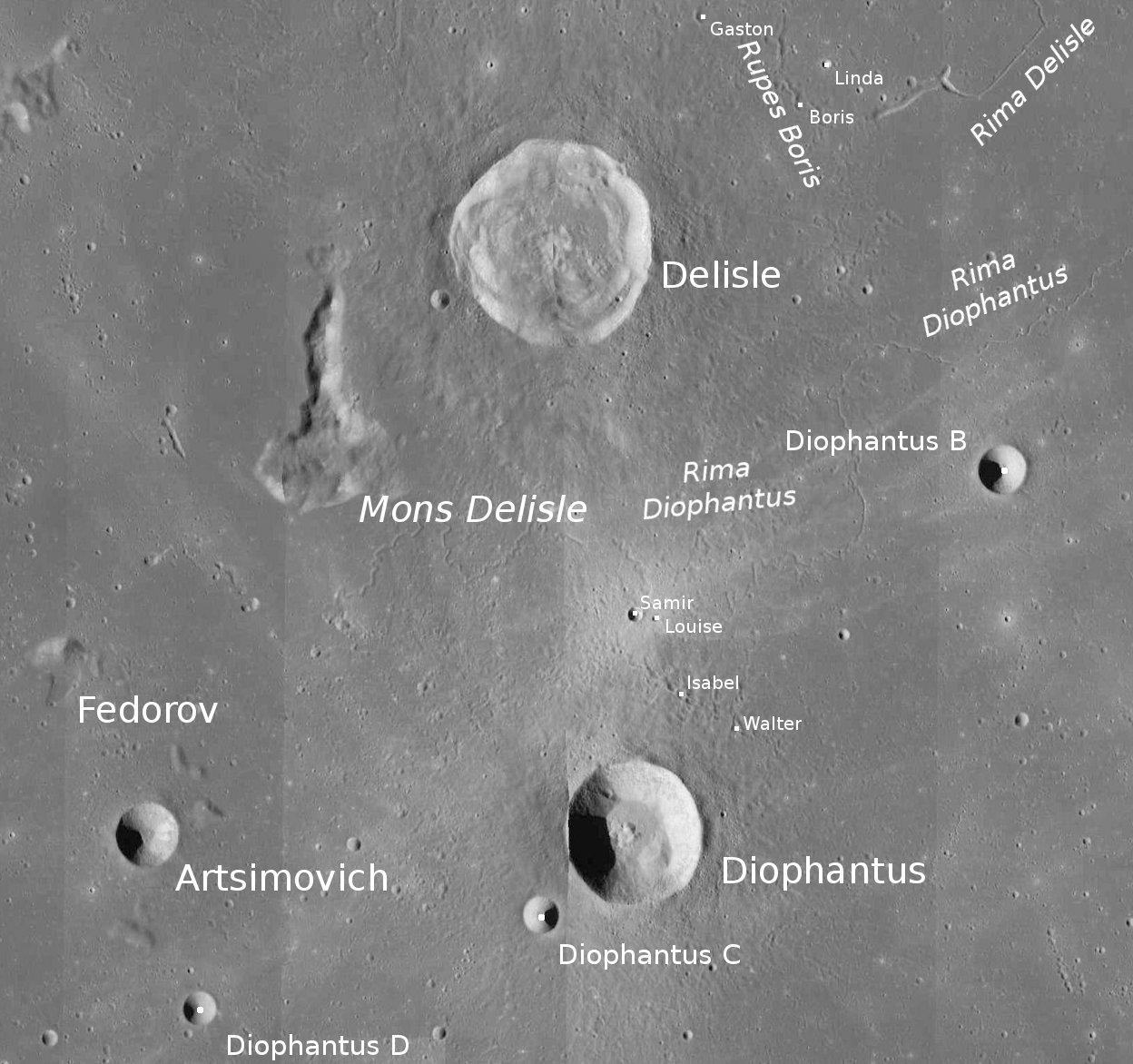
Poloha Mons Delisle.

Mons Delisle je hora na okraji Mare Imbrium (Moře dešťů) poblíž kráteru Delisle na přivrácené straně Měsíce, podle něhož je pojmenována. Má průměr základny 30 km, střední selenografické souřadnice jsou 29,4° S a 35,8° Z.
Jihovýchodně se nachází kráter Diophantus, jihozápadně pak malý kráter Fedorov a nedaleko i Artsimovich.